# Brian Tarantina
Brian Tarantina (New York, 1959. március 27. – New York, 2019. november 2.) amerikai színész.

## Fontosabb filmjei
- Gengszterek klubja (The Cottton Club) (1984)
- Alkalom szüli az orvost (Critical Condition) (1987)
- Szorul a hurok (The January Man) (1989)
- Belevaló papapótló (Uncle Buck) (1989)
- Jákob lajtorjája (Jacob's Ladder) (1990)
- Carlito útja (Carlito's Way) (1993)
- Bunkókáim – Belefonódtam a telefonomba (The Jerky Boys) (1995)
- Édes kis semmiség (Sweet Nothing) (1995)
- A csendestárs (The Associate) (1996)
- Fedőneve: Donnie Brasco (Donnie Brasco) (1997)
- Egy sorozatgyilkos nyara (Summer of Sam) (1999)
- A tehetséges Mr. Ripley (The Talented Mr. Ripley) (1999)
- Szívek szállodája (Gilmore Girls) (2001–2002, tv-sorozat, öt epizódban)
- Az igazság órája (City by the Sea) (2002)
- Duane Hopwood (2005)
- A másik én (The Brave One) (2007)
- Anya a pácban (Motherhood) (2009)
- Kéjjel-nappal (Knight and Night) (2010)
- Csuklyások – BlacKkKlansman (BlacKkKlansman) (2018)